# Eredivisie (mannenhandbal) 2000/01
De eredivisie is de hoogste afdeling van het Nederlandse handbal bij de heren op landelijk niveau. In het seizoen 2000/2001 werd ShowBizCity/Aalsmeer landskampioen. Hellas degradeerde naar de Eerste divisie.
Op 1 januari 2001 waren veel spelers van de handbalvereniging Volendam betrokken bij de nieuwjaarsbrand in café het Hemeltje in Volendam. Handbalvereniging Volendam nam de beslissing om het resterende deel van het seizoen uit de competitie te trekken. Het NHV respecteerde de beslissing van handbalvereniging Volendam om een jaar uit de competitie te stappen en het volgende seizoen opnieuw te starten. Met ingang van het seizoen 2001/2002 deed Volendam weer mee aan de eredivisie.

## Opzet
Eerst speelden de tien ploegen een reguliere competitie. De nummers een tot en met vijf van deze reguliere competitie speelden in de kampioenenpoule, waarvan de beste twee zich kwalificeren voor de Best of Five-serie. De winnaar van deze serie is de landskampioen van Nederland.
De nummers 6 tot en met 10 speelden in de degradatiepoule. De laagst geklasseerde ploeg in de degradatiepoule degradeerde rechtstreeks naar de eerste divisie. De een na laatste speelde een wedstrijd tegen de verliezer van het duel tussen de kampioenen van de beide eerste divisies, om één plaats in de eredivisie. Echter ging door het terugtrekken van Volendam dit niet door en degradeerde enkel de laatst geplaatste ploeg in de degradatiepoule naar de eerste divisie. De twee kampioenen van de eerste divisie promoveerde naar de eredivisie.

## Teams
| Club                  | Plaats     | Provincie     | Trainers          | Hal              |
| --------------------- | ---------- | ------------- | ----------------- | ---------------- |
| ShowBizCity/Aalsmeer  | Aalsmeer   | Noord-Holland | René Romeijn      | De Bloemhof      |
| Fancom/Bevo HC        | Panningen  | Limburg       |                   | Piushof          |
| Cuypers/BFC           | Beek       | Limburg       | Jo Smeets         | De Haamen        |
| Transscope/E&O        | Emmen      | Drenthe       | Peter Portengen   | Angelslo         |
| Hellas                | Den Haag   | Zuid-Holland  |                   | Hellashal        |
| Primaz/Sittardia      | Sittard    | Limburg       | Gino Smits        | Stadssporthal    |
| HVM/Tachos            | Waalwijk   | Noord-Brabant | Piotr Konitz      | Taxandriahal     |
| Van der Voort Quintus | Kwintsheul | Zuid-Holland  | Jan Alma          | Van der Voorthal |
| Hirschmann/V&L        | Geleen     | Limburg       | Jan Willem Hamers | Glanerbrook      |
| Volendam              | Volendam   | Noord-Holland | George van Noesel | De Seinpaal      |

## Reguliere competitie
| Pos | Club                  | Wed | W  | G | V  | Ptn | DV  | DT  | +/−  | Opmerking                           |
| --- | --------------------- | --- | -- | - | -- | --- | --- | --- | ---- | ----------------------------------- |
| 1   | ShowBizCity/Aalsmeer  | 17  | 14 | 1 | 2  | 29  | 470 | 369 | +101 | Gekwalificeerd voor kampioenspoule  |
| 2   | Primaz/Sittardia      | 17  | 10 | 3 | 4  | 23  | 457 | 437 | +20  | Gekwalificeerd voor kampioenspoule  |
| 3   | Van der Voort/Quintus | 17  | 9  | 4 | 4  | 22  | 445 | 443 | +2   | Gekwalificeerd voor kampioenspoule  |
| 4   | Transscope/E&O        | 17  | 10 | 1 | 6  | 21  | 427 | 402 | +25  | Gekwalificeerd voor kampioenspoule  |
| 5   | HVM/Tachos            | 17  | 8  | 2 | 7  | 18  | 427 | 406 | +21  | Gekwalificeerd voor kampioenspoule  |
| 6   | Hirschmann/V&L        | 17  | 8  | 2 | 7  | 18  | 438 | 419 | +19  | Gekwalificeerd voor degradatiepoule |
| 7   | Cuypers/BFC           | 17  | 4  | 4 | 9  | 12  | 393 | 412 | -34  | Gekwalificeerd voor degradatiepoule |
| 8   | Fancom/Bevo HC        | 17  | 4  | 1 | 12 | 9   | 393 | 426 | -33  | Gekwalificeerd voor degradatiepoule |
| 9   | Hellas                | 17  | 1  | 2 | 14 | 4   | 395 | 515 | -120 | Gekwalificeerd voor degradatiepoule |
| --  | Volendam              | 15  | 5  | 2 | 8  | 12  | 368 | 368 | 0    | Tijdens het seizoen teruggetrokken  |

## Nacompetitie

### Degradatiepoule
| Pos | Club           | Wed | W | G | V | Ptn | DV  | DT  | +/− | BP | Opmerking                      |
| --- | -------------- | --- | - | - | - | --- | --- | --- | --- | -- | ------------------------------ |
| 1   | Fancom/Bevo HC | 6   | 5 | 0 | 1 | 13  | 168 | 142 | +26 | 3  |                                |
| 2   | Hirschmann/V&L | 6   | 3 | 0 | 3 | 11  | 145 | 145 | 0   | 5  |                                |
| 3   | Cuypers/BFC    | 6   | 3 | 0 | 3 | 10  | 132 | 142 | -10 | 4  |                                |
| 4   | Hellas         | 6   | 1 | 0 | 5 | 4   | 144 | 160 | -16 | 2  | Degradatie naar eerste divisie |

### Kampioenspoule
| Pos | Club                  | Wed | W | G | V | Ptn | DV  | DT  | +/− | BP | Opmerking                        |
| --- | --------------------- | --- | - | - | - | --- | --- | --- | --- | -- | -------------------------------- |
| 1   | ShowBizCity/Aalsmeer  | 8   | 6 | 0 | 2 | 17  | 198 | 165 | +33 | 5  | Gekwalificeerd voor Best of Five |
| 2   | Primaz/Sittardia      | 8   | 5 | 1 | 2 | 15  | 219 | 194 | +25 | 4  | Gekwalificeerd voor Best of Five |
| 3   | Van der Voort/Quintus | 8   | 4 | 0 | 4 | 11  | 204 | 198 | 6   | 3  |                                  |
| 4   | Transscope/E&O        | 8   | 3 | 1 | 4 | 9   | 198 | 200 | -2  | 2  |                                  |
| 5   | HVM/Tachos            | 8   | 1 | 0 | 7 | 3   | 174 | 236 | -62 | 1  |                                  |

## Best of Five
| 5 mei 2001 | ShowBizCity/Aalsmeer | 25 - 21 | Primaz/Sittardia | De Bloemhof, Aalsmeer |
| 5 mei 2001 |                      |         |                  | De Bloemhof, Aalsmeer |
| 5 mei 2001 |                      |         |                  | De Bloemhof, Aalsmeer |

| 8 mei 2001 | Primaz/Sittardia | 33 - 30 (n.V.) | ShowBizCity/Aalsmeer | Stadssporthal, Sittard |
| 8 mei 2001 |                  |                |                      | Stadssporthal, Sittard |
| 8 mei 2001 |                  |                |                      | Stadssporthal, Sittard |

| 13 mei 2001 | ShowBizCity/Aalsmeer | 23 - 20 (na 7m) | Primaz/Sittardia | De Bloemhof, Aalsmeer |
| 13 mei 2001 |                      |                 |                  | De Bloemhof, Aalsmeer |
| 13 mei 2001 |                      |                 |                  | De Bloemhof, Aalsmeer |

| 17 mei 2001 | Primaz/Sittardia | 20 - 21 | ShowBizCity/Aalsmeer | Stadssporthal, Sittard |
| 17 mei 2001 |                  |         |                      | Stadssporthal, Sittard |
| 17 mei 2001 |                  |         |                      | Stadssporthal, Sittard |

|  | ShowBizCity/Aalsmeer | v | Primaz/Sittardia | De Bloemhof, Aalsmeer |
|  |                      |   |                  | De Bloemhof, Aalsmeer |
|  |                      |   |                  | De Bloemhof, Aalsmeer |

## Handballer van het jaar
In Nieuwegein waren zaterdagavond 16 juni 2001 de handballer en handbalster van het afgelopen seizoen gekozen.
| Pos | Naam               | Ptn   | Club                  |
| --- | ------------------ | ----- | --------------------- |
| 1   | Fabian van Olphen  | 37,18 | Van der Voort/Quintus |
| 2   | Harold Nüsser      | 34,92 | Primaz/Sittardia      |
| 3   | Jeffrey Groeneveld | 33,96 | ShowBizCity/Aalsmeer  |
| 4   | René Pie           | 22,22 | ShowBizCity/Aalsmeer  |
| 5   | Rutger Sanders     | 21,84 | Primaz/Sittardia      |